# Rashid Atkins
Rashid Sultan Muhammad Atkins Bey (ur. 14 maja 1975 w Filadelfii) – amerykański koszykarz, gra na pozycji rozgrywającego lub rzucającego obrońcy. Wcześniej nazywał się „Rashid Bey”, gdy zaczynał grę na uniwersytecie St. Joseph’s.
W sezonie 2007/2008, podczas wygranego 92-85 spotkania z Prokomem Trefl Sopot, wyrównał trzeci wynik w historii PLK (odkąd wprowadzono oficjalne statystyki w sezonie 1998/99), notując 9 przechwytów.

## Osiągnięcia
Na podstawie, o ile nie zaznaczono inaczej.
NCAA
- 2-krotny laureat nagrody Robert V. Geasey Trophy NCAA (1997, 1998)[3]
- Zaliczony do I składu konferencji  Atlantic 10 (1998)

Drużynowe
- Mistrz Polski (2006, 2007)
- Wicemistrz Słowacji (1999)
- Brązowy medalista mistrzostw Polski (2008)
- Zdobywca Pucharu Polski (2006)
- Finalista Pucharu Polski (2007)
- Uczestnik rozgrywek:
  - TOP 16 EuroChallenge (2009)
  - EuroChallenge (2008–2010)
  - Euroligi (2005–2007)
  - Pucharu Saporty (2001/02)
  - Pucharu Koracia (1998/99)
  - Eurocup (2007/08)

Indywidualne
- Lider  w przechwytach:
  - PLK (2001, 2002, 2008)[4]
  - ligi tureckiej (2003)[5]

## Statystyki
| Kariera   | Kariera                                        | Średnio na mecz (liga) | Średnio na mecz (liga) | Średnio na mecz (liga) |
| Sezon     | Klub                                           | pkt                    | zb                     | as                     |
| --------- | ---------------------------------------------- | ---------------------- | ---------------------- | ---------------------- |
| 1994–1998 | NCAA                                           | b.d.                   | b.d.                   | b.d.                   |
| 1998/99   | Inter Bratysława                               | b.d.                   | b.d.                   | b.d.                   |
| 2000/01   | Spójnia Stargard Szczeciński                   | 20,6                   | 3,3                    | 5,7                    |
| 2001/02   | BC Lugano Snakes/ Spójnia Stargard Szczeciński | 19,7                   | 3,2                    | 6,3                    |
| 2002/03   | Tekelspor Stambuł                              | 17,0                   | 4,4                    | 4,3                    |
| 2003/04   | Hajfa/Nesher BC                                | 14,7                   | 2,5                    | 4,4                    |
| 2004/05   | Bandirma Banvitspor                            | 11,6                   | 3,6                    | 4,9                    |
| 2005/06   | Prokom Trefl Sopot                             | 10,2                   | 2,9                    | 4,6                    |
| 2006/07   | Prokom Trefl Sopot                             | 8,0                    | 2,5                    | 3,6                    |
| 2007/08   | Śląsk Wrocław                                  | 11,1                   | 2,9                    | 4,2                    |

## Rekordy PLK
| Rekordy PLK | Rekordy PLK | Rekordy PLK                   | Rekordy PLK                            |
|             | liczba      | data                          | przeciwnik                             |
| ----------- | ----------- | ----------------------------- | -------------------------------------- |
| Punkty      | 23          | 18 marca 2006                 | Polonia SPEC Warszawa                  |
| Zbiórki     | 7           | 25 marca 2007                 | Turów Zgorzelec                        |
| Asysty      | 12          | 11 marca 2006 i 6 lutego 2008 | Astoria Bydgoszcz i Prokom Trefl Sopot |